# Fiat 24-40 HP
La Fiat 24-40 HP è un'autovettura costruita dalla Fiat dal 1906 al 1907.

## Il contesto
Il 1906 è un anno di grande espansione della Fiat che acquisisce le officine Ansaldi, portando le maestranze a 2500 unità. Oltre i 2/3 della produzione vengono esportati e anche sul mercato statunitense la Fiat conquista una sua clientela. Queste condizioni fecero propendere per un nuovo modello basato fortemente sulle tecnologie già sperimentate, senza troppe pericolose innovazioni.

## La vettura
La “24/40 HP” è in sostanza l'evoluzione del precedente modello "24-32 HP"., costruito in tre serie successive a partire dal 1905 e mantiene le stesse caratteristiche di chassis e meccanica, compreso il motore a 4 cilindri biblocco di 7363 cm³ della terza serie.
Le novità principali consistevano nel generale alleggerimento delle strutture, nell'aumento della potenza, nell'adozione delle valvole di decompressione ad azionamento manuale per facilitare l'avvio del motore e nel complesso sistema di raffreddamento ad acqua dei freni, allo scopo di alleviare i problemi di surriscaldamento del precedente modello.
I 40 HP che il motore eroga a 1200 giri/minuto, consentono alla vettura di raggiungere la velocità massima di 85 km/h.
L'autotelaio della “24/40 HP” fu costruito in 557 esemplari nello stabilimento di corso Dante a Torino ed offerta di serie con carrozzeria landaulet. Disponibile con tre diversi passi di telaio, venne allestito in molteplici versioni berlina, torpedo, coupé de ville e altre, dai maggiori carrozzieri dell'epoca, come i torinesi Locati & Torretta e Alessio o i milanesi Castagna e Sala.
Ne fu derivata anche una versione "Corsa" con passo corto e dotata di sovrastrutture essenziali con la quale, nel 1906, Émile Mathis vinse la  Targa d'Oro della Coppa Herkomer, mentre Vincenzo Lancia conquistò la Coppa d'Oro di Milano.